# Adriano Buzzati-Traverso
Adriano Buzzati-Traverso, né le 6 avril 1913 à Milan et mort le 2 avril 1983, est un généticien italien. En 1962, il fonde à Naples le Laboratorio Internazionale di Genetica e Biofisica (Laboratoire international de génétique et de biophysique).
Le nom de la mouche Drosophila buzzatii, souvent utilisée dans les études génétiques, doit son nom à cet important scientifique italien.
Il était le frère du célèbre écrivain Dino Buzzati.